# Tuhmalampi
Tuhmalampi eller Tuhmajärvi är en sjö i Finland. Den ligger i kommunen Karstula i landskapet Mellersta Finland, i den centrala delen av landet, 290 km norr om huvudstaden Helsingfors. Tuhmalampi ligger 131,7 meter över havet. I omgivningarna runt Tuhmalampi växer i huvudsak blandskog. Den är 14,5 meter djup. Arean är 1,93 kvadratkilometer och strandlinjen är 17,17 kilometer lång. Sjön  ingår i Kymmene älvs huvudavrinningsområde. 